# Nicole Prenner
Nicole Prenner (ur. 6 września 1994) – austriacka lekkoatletka specjalizująca się w rzucie oszczepem.
W 2011 odpadła w eliminacjach mistrzostw świata juniorów młodszych oraz zajęła szóste miejsce na olimpijskim festiwalu młodzieży Europy.
Medalistka seniorskich mistrzostw Austrii (także w pchnięciu kulą). 
Rekord życiowy: 53,12 (11 maja 2013, Südstadt); rezultat ten jest rekordem Austrii juniorów.

## Osiągnięcia
| Rok  | Impreza                                     | Miejsce         | Pozycja           | Wynik |
| ---- | ------------------------------------------- | --------------- | ----------------- | ----- |
| 2011 | Mistrzostwa świata juniorów młodszych       | Lille Metropole | el. – 20. miejsce | 45,10 |
| 2011 | Olimpijski festiwal młodzieży Europy (EYOF) | Trabzon         | 6. miejsce        | 47,23 |